# Eugenia Ostapciuc
Eugenia Ostapciuc (n. 19 octombrie 1947, Fîntînița, raionul Drochia) este o politiciană din Republica Moldova, fost președinte al Parlamentului Republicii Moldova între anii 2001 și 2005. După alegerile parlamentare din martie 2005 a fost aleasă președinte al grupului parlamentar al comuniștilor. A fost membru PCUS.

## Carieră profesională
Eugenia Ostapciuc s-a născut la data de 19 octombrie 1947 în satul Fîntînița, raionul Drochia). A absolvit Tehnicum-ul de Comerț din Chișinău și Institutul de Economie "Plehanov" din Moscova. De specialitate este inginer-tehnolog.
Din anul 1966, când și-a început activitatea profesională, timp de aproape 30 de ani a lucrat in sistemul de alimentație publica și comerț din orașul Soroca.
Între anii 1966-1988 este pe rând tehnolog, vicedirector, apoi director al Asociației de alimentație publică din orașul Soroca. În paralel, în perioada 1972-1979 a fost aleasă consilier în Consiliul Orășenesc Soroca.
Între anii 1988-1995 deține funcția de director general al Direcției orășenești de comerț Soroca. În perioada anilor 1995-1998 a deținut funcția de vicedirector al Asociației "Logos" din Chișinău.

## Activitatea politică
În anul 1998, Eugenia Ostapciuc a fost aleasă ca membră a Comitetului Central (CC) al Partidului Comuniștilor din Republica Moldova (PCRM).
Din martie 1998 este deputat în Parlamentul Republicii Moldova în legislatura a XIV-a, din partea Partidului Comuniștilor din Republica Moldova (PCRM), secretar al fracțiunii parlamentare PCRM, membru al Comisiei permanente pentru protecție socială, sănătate și familie.
La data de 20 martie 2001, Eugenia Ostapciuc este aleasă în calitate de Președinte al Parlamentului Republicii Moldova de către legislatura a XV-a. Deține această funcție până la data de 24 martie 2005, când este ales un nou Parlament al Republicii Moldova.
Prestația pe care a avut-o în calitate de președinte a Parlamentului este caracterizată de către presa din Republica Moldova și de parlamentarii din opoziție, drept mediocră. La 26 aprilie 2001, ea a inițiat o serie de negocieri cu secretarul general al Sovietului Suprem al auto-proclamatei Republici Moldovenești Nistrene (Transnistria) , Grigore Mărăcuță, cu scopul de a relansa relațiile economice dintre Republica Moldova și Transnistria.
În noua legislatură formată în martie 2005, Eugenia Ostapciuc a fost aleasă din nou ca deputat și desemnată ca președinte al Fracțiunii Partidului Comuniștilor din Republica Moldova.
Eugenia Ostapciuc s-a remarcat prin atitudinea sa antiromânească și prorusă. Referindu-se la relațiile Republicii Moldova cu Comunitatea Statelor Independente, ea a declarat că "orice inițiativă de retragere din CSI este o provocare politică primitivă, lansată de opoziția care vrea să le demonstreze consilierilor săi din exterior că actuala conducere a republicii se zbuciumă între CSI și Uniunea Europeană". Ostapciuc a spus că, comuniștii nu vor ceda în fața unor asemenea provocări, recunoscând totuși că, în prezent, CSI oferă puțină eficiență și este necesară reformarea Comunității. Conform afirmațiilor proprii, rămânerea în cadrul CSI oferă mai multe avantaje economice cetățenilor Republicii Moldova, decât dezavantaje: circulația cetățenilor, relațiile umanitare, economice și de altă natură.
Eugenia Ostapciuc este căsătorită.